# Лёгкие крейсера типа «Констанцо Чиано»
Лёгкие крейсера́ ти́па «Конста́нцо Чиа́но» — тип лёгких крейсеров итальянского флота, планировавшихся к постройке  перед началом Второй мировой войны. Было заказано 2 корабля: «Констанцо Чиано» (итал. Constanzo Ciano) и «Луиджи Риццо» (итал. Luigi Rizzo). Проект был разработан на базе весьма удачных лёгких крейсеров типа «Джузеппе Гарибальди». В военно-морской литературе классифицируются как тип «Кондоттьери F» (итал. Condottieri F').  Всего предполагалось построить шесть крейсеров этого типа, с закладкой первых двух в 1940 году. В связи со вступлением Италии во Вторую мировую войну планы постройки были отменены. Командование флота сочло более важным ускорить постройку эсминцев и торпедных катеров.

## Конструкция
Командование итальянского флота было вполне удовлетворено характеристиками лёгких крейсеров типа «Джузеппе Гарибальди», вступивших в строй в 1937 году, которые стали первыми полноценными лёгкими крейсерами флота и не уступали по своим боевым качествам лёгким крейсерам ведущих морских держав. Поэтому возникли планы развития удачного проекта. Всего по программе 1939—1940 годов намечалось построить шесть лёгких крейсеров. В основном они повторяли тип «Джузеппе Гарибальди». Толщина брони орудийных башен главного калибра и броневой палубы была незначительно увеличена, надстройки имели несколько иную форму. Главной особенностью крейсеров должна была стать замена устаревших 100-мм/47 зенитных орудий на новейшие 90-мм/50 пушки, размещенные в одноорудийных башнях, стабилизированных в двух плоскостях. Первоначальный проект предусматривал оснащения крейсеров новыми 65-мм зенитными автоматами, но их недоведенность вынудила вернуться к традиционных для флота 37-мм спаренным зенитным пушкам. Кроме того, впервые на итальянских крейсерах изначально предусматривалась установка 20-мм спаренных зенитных автоматов вместо традиционных крупнокалиберных зенитных пулемётов. Предполагалось снабдить крейсера одной или двумя катапультами и разместить до четырёх гидросамолётов.
По некоторым данным, три из шести новых крейсеров предназначались к базированию в районе Красного моря. Ввиду этого, их планировали оснастить комбинированной дизель-паротурбинной энергетической установкой. Дизели Fiat общей мощностью 15 000 л.с. должны были вращать средний винт. Таким образом предполагалось обеспечить радиус действия от баз в Сомали до берегов Австралии. Также намечалось впервые снабдить крейсера подводной защитой.